# Emphysomera auribarbis
Emphysomera auribarbis là một loài ruồi trong họ Asilidae. Emphysomera auribarbis được Wiedemann miêu tả năm 1828. Loài này phân bố ở vùng nhiệt đới châu Phi.